# Flabellum gardineri
Espèce
Statut CITES
Flabellum gardineri est une espèce de coraux appartenant à la famille des Flabellidae.